# M21 (снайперская винтовка)
M21 — самозарядная снайперская винтовка США, разработанная на основе полуавтоматической винтовки M14 National Match.

## История
В сентябре 1968 года, армия США заказала 1800 M14 National Match для немедленной отправки во Вьетнам.
Первые винтовки XM21 начали поступать в войска в 1969 году. С 1968 по 1975 год, пока M21 принималась на вооружение, несколько вариантов M14 National Match с различными оптическими прицелами были отправлены во Вьетнам. Первые опытные M21 использовали оптические прицелы M84 времён Второй мировой войны. M21 вручную переделывались из M14 National Match. Ложа первоначально делалась деревянной, позднее перешли на пластик. Открытые прицельные приспособления остались неизменными от M14 National Match. Первые M21 имели оптический прицел ART I. Прицел ART II использовался позднее в ограниченном количестве. Обновлённые M21 используют прицелы M3A Ultra.
В 1976 году на военной базе Форт-Беннинг в снайперские винтовки М21 были переделаны ещё 342 шт. ранее выпущенные винтовки М-14. 
Винтовку M21 оценили не только снайперы, но и марксмены. Профессии снайпера и марксмена, на первый взгляд, очень похожи. Говоря упрощенно, задача снайпера — в любых условиях гарантированно поразить важную, возможно даже единственную цель. Задача же марксмена — максимально быстро поразить наибольшее количество целей.
M21 с 20-зарядным магазином и полуавтоматическим ведением огня как нельзя лучше подходила марксменам, а ее кучность и надежность были достаточными и для работы снайпера. 
В рядах снайперов эта винтовка имеет собственное имя «Кэйт».

## Описание
М21 действует на основе газоотводной автоматики с коротким ходом газового поршня. Запирание ствола осуществляется поворотом затвора.
Винтовка имеет регулируемые диоптрический целик и мушку, а также оптический прицел.

## Варианты и модификации
- M25 Sniper Weapon System

## Особенности
Кучность M14 National Match составляет:
- при использовании патронов M118 — 2,03 MOA Ex.Ver. (дальность 100 м, серия из 5 выстрелов);[5]
- при использовании патронов M852 — 1,07 MOA Ex.Ver. (дальность 100 м, серия из 5 выстрелов);[6]

Это примерно соответствует показателям снайперской винтовки Драгунова:
- при использовании патрона 57-Н-323С (ЛПС) — 2,21 MOA Ex.Ver. (дальность 100 м, серия из 5 выстрелов);[7]
- при использовании снайперского патрона 7Н1 — 1,24 MOA Ex.Ver. (дальность 100 м, серия из 5 выстрелов);
- при использовании снайперского патрона 7Н1 и с шагом нарезов ствола 320 мм — 1,04 MOA Ex.Ver. (дальность 100 м, серия из 5 выстрелов).[8]

## Страны-эксплуатанты
- США - поступала на вооружение армейских снайперов[1], позднее М-21 передавали на вооружение полицейских спецподразделений США[9]